# Medice
Die Medice Arzneimittel Pütter GmbH & Co. KG (Eigenschreibweise MEDICE), kurz und Markenzeichen Medice, ist ein mittelständischer deutscher Hersteller von Arzneimitteln und Medizinprodukten mit Sitz in Iserlohn. Das Unternehmen ist in dritter Generation familiengeführt und entwickelt und produziert am Standort Iserlohn.
Medice vermarktet international ca. 100 Arzneimittel und Medizinprodukte, darunter Generika bzw. Biosimilars sowie Eigenentwicklungen, die in erster Linie verbesserte Galenik (z. B. Retard-Formulierungen) zugelassener Medikamente betreffen. Das Unternehmen vertreibt in Deutschland Medikamente zur Behandlung der Aufmerksamkeitsdefizit-/Hyperaktivitätsstörung (ADHS) wie Medikinet und Medikinet adult sowie verschreibungsfreie Mittel zur Selbstmedikation wie das homöopathische Erkältungspräparat Meditonsin oder das Arzneihefe-Probiotikum Perenterol.
Im Ranking der größten deutschen Hersteller rezeptfreier Medikamente (OTC) stand das Unternehmen 2017 auf Platz 16.

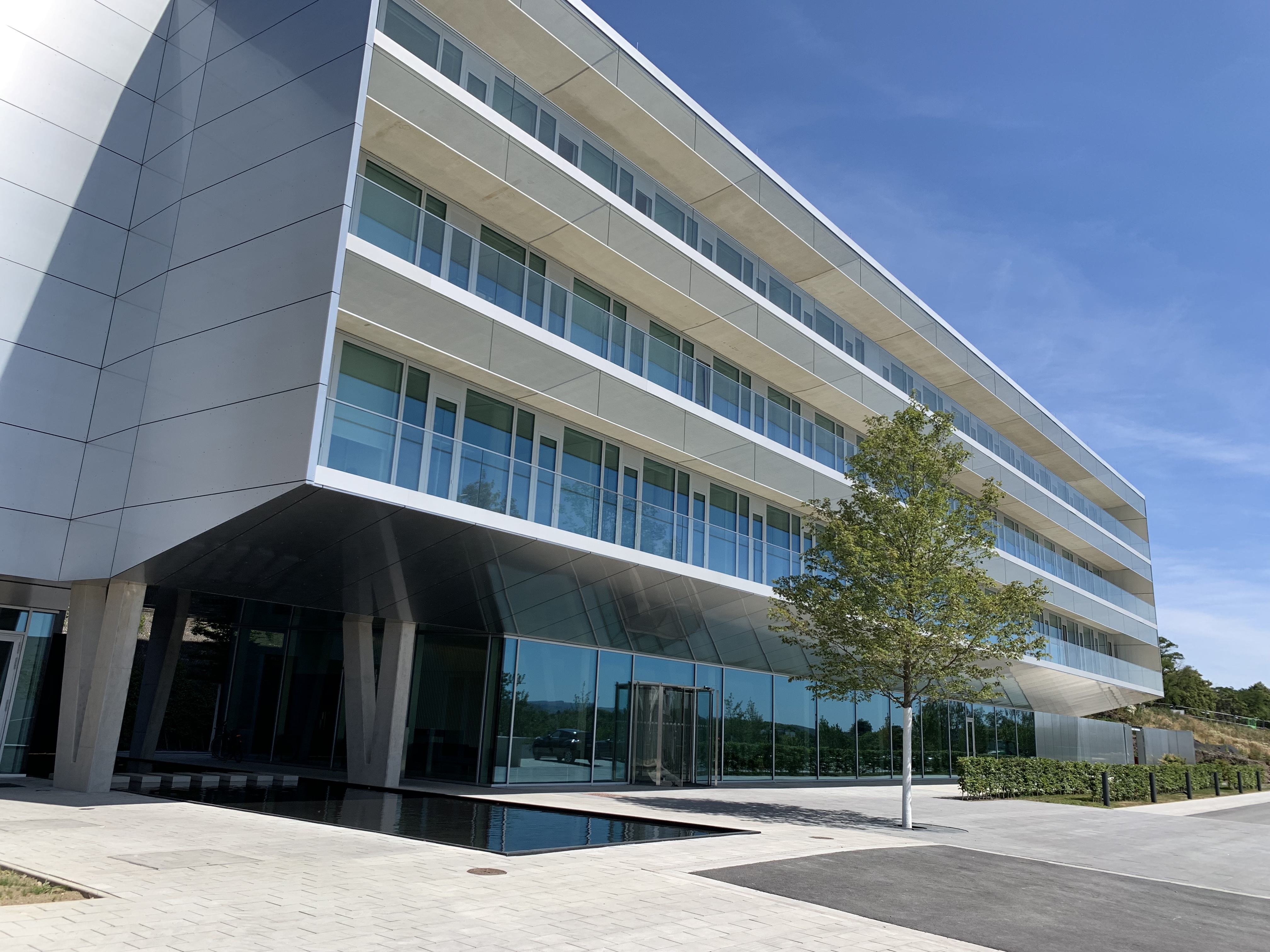
Verwaltungsgebäude

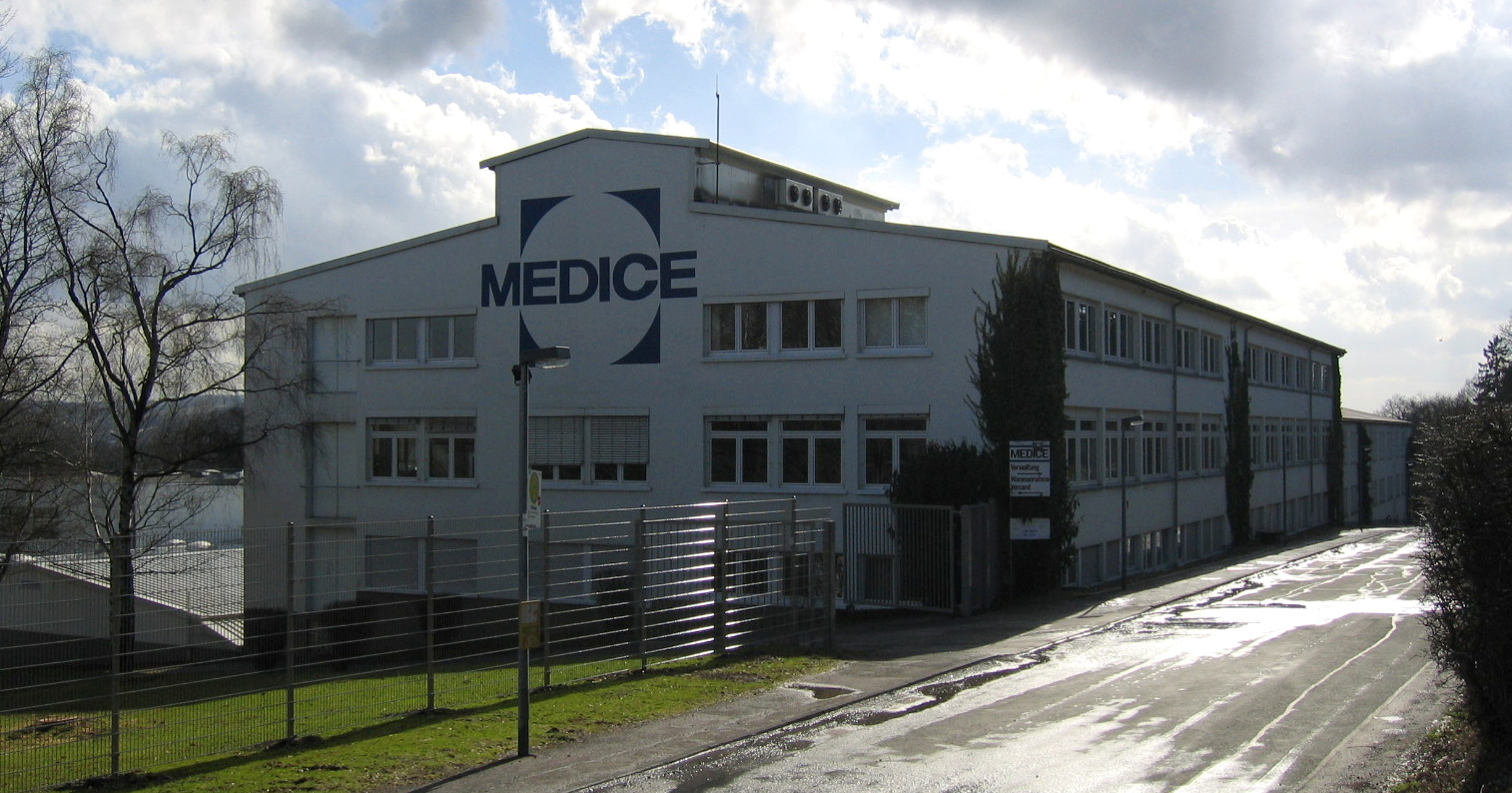
Medice-Gebäude in Iserlohn (2006)

## Geschichte

### 1949 bis 2021
Gegründet wurde die „MEDICE“ und damit die Marke Medice in Iserlohn in Westfalen als chemisch-pharmazeutische Fabrik GmbH im Jahr 1949 durch Gustav Pütter (* 3. Juli 1907 in Grürmannsheide; † 30. Juni 1977 in Iserlohn). Der Unternehmensgründer war als Heilpraktiker tätig und erfand den Pütter-Verband.
In den ersten Jahren befasste Medice sich mit der Herstellung und dem Vertrieb von Präparaten gegen Hauterkrankungen (wie etwa noch in den 1950er Jahren Dermaethyl als Teer- bzw. Acridinspray) und Verdauungsstörungen sowie für den Leber-Galle-Stoffwechsel. Später kamen weitere Medikamente hinzu, darunter auch Zukäufe und Lizenznahmen von anderen Pharmaunternehmen. 1953 kam das homöopathische Erkältungspräparat Meditonsin auf den Markt. Die 1961 eingeführte Vitamin-B-Injektionslösung Medivitan wurde 1995 durch Medyn, eine ähnliche Wirkstoffkombination in Tablettenform ergänzt. Seit dem Jahr 2000 vertreibt Medice das Methylphenidat-Präparat Medikinet zur Behandlung von ADHS.
Im Jahr 1970 stieg der Sohn des Gründers, Sigurd Pütter, in das Unternehmen mit ein. Nach dem Tod seines Vaters 1977 übernahm er die Leitung von Medice. 2002 übernahm dessen Tochter Katja Pütter (* 26. April 1967) die Leitung des Unternehmens in dritter Generation. Ihr Mann trat 2003 in die Geschäftsführung ein.
Mit der Eigenentwicklung Medikinet retard kam 2005 ein Präparat mit zeitverzögerter Wirkstofffreisetzung auf den Markt. Zum 1. April 2006 akquirierte Medice den Geschäftsbereich rezeptfreie Arzneimittel (OTC) der Rentschler-Gruppe, die Dr. Rentschler Arzneimittel GmbH.
Seit 2011 ist Medikinet adult erhältlich, das erste in Deutschland zugelassene Methylphenidat-Arzneimittel für Erwachsene. 2012 übernahm das Unternehmen von UCB Pharma die Lizenz für den deutschen Vertrieb des Arzneihefe-Präparats Perenterol. Zur selben Zeit wurde mit Attentin zudem ein Reservemedikament mit Dexamfetamin zur Anwendung bei therapieresistentem ADHS eingeführt. 2013 übernahm Medice für Deutschland den Vertrieb von Circadin, des einzigen in Deutschland zugelassenen Melatoninpräparats zur Behandlung von Schlafstörungen. 2018 kam Alflorex hinzu, ein Probiotikum mit Bifidobacterium infantis zur Behandlung des Reizdarmsyndroms. 2019 erfolgte die Einführung von Agakalin, einem Generikum mit dem Wirkstoff Atomoxetin zur ADHS-Behandlung. Im selben Jahr eröffnete in Iserlohn das neu errichtete Verwaltungsgebäude des Unternehmens, ein Entwurf des Kölner Architekturbüros Molestina.

### Seit 2021
Im April 2021 übernahm Medice als Mehrheitseigentümer 60 % der Geschäftsanteile vom Unternehmen Schaper & Brümmer, welches 1923 in Salzgitter gegründet wurde. Bekannt ist das Unternehmen aufgrund seiner Phytotherapeutika.
Zu dieser Zeit begann außerdem der Strukturwandel des Unternehmens von einem reinen Arzneimittelhersteller zu einem Gesundheitsunternehmen. Neben der Arzneimittelherstellung begann weiterhin die Begleitung von Patienten während ihres gesamten Krankheitsverlaufs, unter anderem durch Ernährungskonzepte und digitale Gesundheitsanwendungen. Gebündelt wurden diese Bereiche unter dem Namen Medice-The Health Family (Gesundheitsfamilie). Dieser Wandel, sowie Maßnahmen des Unternehmens zur Digitalisierung und Nachhaltigkeit, wurden von der damaligen Bundeskanzlerin Angela Merkel öffentlich gelobt. Diese besuchte das Unternehmen im September 2021.
Im Zuge des Wandels wurde 2023 ein neues Logo für das Unternehmen eingeführt, bezogen auf den Wandel zu einem Gesundheitsunternehmen.

## Unternehmensstruktur
Das mittelständische Pharmaunternehmen ist in dritter Generation familiengeführt. Die Geschäftsführer von Medice sind Katja Pütter-Ammer, Richard Ammer, Uwe Baumann, Eric Neyret und Annick Berreur-Igersheim. Der Hauptsitz sowie der Großteil der Produktionsanlagen befindet sich in Iserlohn. Im Geschäftsjahr 2023 erwirtschaftete das Unternehmen einen Umsatz von rund 360 Millionen Euro und beschäftigte durchschnittlich knapp 1000 Mitarbeiter.

### Tochterunternehmen
Hundertprozentige inländische Tochterunternehmen der Medice Arzneimittel Pütter GmbH & Co. KG sind die Eyelevel GmbH, Medice Pharma GmbH & Co. KG (Iserlohn), Humantis GmbH, und die Dentosafe Dentalforschungs- und Vertriebsgesellschaft mbH.
Darüber hinaus ist das Unternehmen auf ausländischen Märkten mit eigenen Tochtergesellschaften aktiv. In Österreich mit der Medice Arzneimittel GmbH (Hallein), in der Schweiz mit der Salmon Pharma (Basel), in Norwegen mit der Medice Nordic Norway AS (Fredrikstad), in den Niederlanden mit der Medice B.V. (Leiderdorp), in Russland mit der OOO Medice (Moskau), in Großbritannien mit der Medice UK, Ltd. (London), in Schweden mit der Medice Nordic Sweden AB (Solna), in China mit der Medice Business Service (Beijing) Co., Ltd. (Peking) und in Dänemark mit der Medice Nordic Denmark ApS (Sorø).
Seit 2021 war Medice mit 60 % Mehrheitseigentümer der Schaper & Brümmer GmbH & Co. KG, seit 2023 mit 70 %.

## Produkte und Vertrieb
Als Arzneimittelhersteller vertreibt Medice verschreibungspflichtige Medikamente und Mittel auf pflanzlicher Basis sowie Medizinprodukte für Bereiche wie ADHS, Anämie, Erkältung und Infektionen, Haut- und Wundbehandlung, Schlafstörungen, Magen- und Darmerkrankungen, Nierenheilkunde, Revitalisierung, Schmerzen, Zentrales Nervensystem, Vitaminsubstitution und Zahnrettung.
Seit der Umstrukturierung betreibt Medice außerdem die Bereiche Medigital (Entwicklung digitaler Gesundheitsanwendungen durch die Eyelevel GmbH), MediVentures (Investitionen in Start-ups), Sustainable4U (Nachhaltigkeitsinitiativen) und Theralution (Ernährungsmedizin).
Hergestellt werden die Arzneimittel fast ausschließlich in den Produktionsanlagen am Standort in Iserlohn. Der Versand an Großhändler und Apotheken erfolgt aus dem Iserlohner Logistikzentrum des Unternehmens. Die Produkte von Medice sind in rund 50 Ländern erhältlich.

## Soziales Engagement
Das Unternehmen ist Stifter eines Forschungspreises für biologische Kinder- und Jugendpsychiatrie. Der mit 6000 Euro dotierte Kramer-Pollnow-Preis wird seit 2003 jährlich für besondere wissenschaftliche Leistungen in der klinischen Forschung zur biologischen Kinder- und Jugendpsychiatrie verliehen, in der Regel an Forscher, die sich bei der Erforschung der Aufmerksamkeitsdefizit-/Hyperaktivitätsstörung verdient gemacht haben.
Medice ist langjähriger Kooperationspartner des Basketballvereins Iserlohn Kangaroos. Zusammen organisieren sie verschiedene Veranstaltungen, wie die Medice-Basketball-Grundschul-Weltmeisterschaft von 2023, bei welcher 150 Schüler im Rahmen eines multidisziplinären Wettstreits gegeneinander antraten. Weiterhin betreibt Medice eine langjährige Kooperation mit dem Eishockeyverein Iserlohn Roosters.

## Irreführende Werbung
Medice darf das Produkt Meditonsin nicht mehr damit bewerben, dass es rasch und sicher wirke. Das Unternehmen hatte mit einer „apothekenbasierten Beobachtungsstudie“ die „nachgewiesene Wirksamkeit & Verträglichkeit“ beworben. Die Verbraucherzentrale Nordrhein-Westfalen hatte gegen diese Darstellung vor dem Landgericht Dortmund geklagt und Recht bekommen.